# Stefano Schiapparelli
Stefano Schiapparelli, detto Willi (Occhieppo Inferiore, 28 ottobre 1901 – Roma, 18 luglio 1985), è stato un partigiano e antifascista italiano.
Dopo la Liberazione è stato dirigente politico del PCI.

## Biografia
Cominciò a lavorare giovanissimo a Biella come apprendista fabbro; dopo aver svolto all'inizio degli anni venti il servizio militare, Schiapparelli aderì al Partito Comunista d'Italia e si ritrovò disoccupato e spesso aggredito dalle squadracce fasciste. Nel 1924 si recò in esilio in Francia, per poi approdare in Svizzera, Belgio e Lussemburgo, facendosi notare per la sua strenua militanza politica.
Giornalista de La Vie Proletarienne, Schiapparelli fu nel 1933 segretario dei Gruppi italiani nella zona sud di Parigi. Soggiornò due anni a Mosca, per poi arrivare in Canada ed a New York, dove fu arrestato e condannato a cinque anni di carcere a causa dei suoi documenti falsi. Combatté nella guerra civile spagnola e dopo la sconfitta delle forze repubblicane tornò in Francia, dove ricevette una nuova condanna a sei mesi.
Nel 1941, con Giorgio Amendola, curò il trasferimento da Parigi a Roma dell'ufficio politico del PCI, ma venne arrestato nuovamente. Evaso, partecipò alla Resistenza partigiana tra le file delle Brigate Garibaldi prima in Emilia-Romagna e poi in Veneto. Dopo la Liberazione diresse le federazioni comuniste di Novara, Vicenza e Biella ed ebbe vari incarichi all'interno del PCI.
Negli ultimi anni della sua vita, Willy (questo era il suo nome da clandestino) fu membro del Collegio centrale dei probiviri del PCI.